# Elisabeth Brugger
Maria Elisabeth Brugger (* 12. Juli 1954 in Bozen, Italien) ist eine Erwachsenenbildnerin und Bildungswissenschafterin.

## Leben
Sie schloss das Studium 1977 mit dem Doktorat ab.
Ihre berufliche Tätigkeit gipfelte im Bildungsmanagement an den Wiener Volkshochschulen. Brugger arbeitet an nachhaltigen institutionellen Strukturen und der Professionalisierung der österreichischen Erwachsenenbildung. Mit einem Rahmencurriculum entlang der 8 europäischen Schlüsselkompetenzen („Weißbuch Programmplanung“) gab sie der inhaltlichen Vielfalt der Volkshochschulen ein pädagogisches Profil.
Brugger lebt in Wien.

## Lehrtätigkeit an Universitäten
- 1987–1988: New York, Columbia University, Teachers College, Teaching-Assistant bei Victoria Marsick.[1]
- 1984–1986 und 1988–1998: Lehraufträge an der Universität Graz.
- 2010–2012 und 2018–2024: Lehrtätigkeit an der Universität Klagenfurt.[2]

## Berufliche Tätigkeiten
- 1981–1986: Pädagogische Assistentin der Volkshochschule Wien-Ottakring und Leitung der Zweigstelle Rudolfsheim.
- 1986–2009: Pädagogische Referentin im Verband Wiener Volksbildung.
- 2009–2014: Pädagogische Leiterin und Prokuristin der Wiener Volkshochschulen GmbH.[3]

## Maßnahmen zur Professionalisierung der Volkshochschulen
- Aufbau des Instituts für Weiterbildung der Wiener Volkshochschulen
- Einführung der systematischen Unterrichtsreflexion an den Wiener Volkshochschulen[4] für rund 1.000 Kursleitende.
- Aufbau der Edition Volkshochschule (mit 144 Publikationen zwischen 1986 und 2011).
- Profilstärkung der Programmgestaltung durch die Einführung eines Rahmencurriculums für das VHS-Programm entlang der 8 europäischen Schlüsselkompetenzen (Weißbuch Programmplanung[5]) und Einführung von VHS-Richtlinien gegen Esoterikangebote (Grundlage für die Esoterikrichtline des Verbandes Österreichischer Volkshochschulen[6]).

## Entwicklungen innovativer Programme
- Österreichisches Pionierprojekt „Alphabetisierung für deutschsprachige Personen“[7]
- Stadtteilprojekt „Leben in Ottakring“[8] mit Wiener Universitätsinstituten;
- VHS-Bildungsprogramm „University Meets Public“[9]
- Mitbegründung von Ausbildungen zur Lernbegleitung, z. B. „Gemeinsam schlau im Gemeindebau“, ausgezeichnet mit dem Staatspreis für Erwachsenenbildung 2012[10]

## Funktionen in Gremien, Beiräten
- ORF: Hörer- und Sehervertretung von 1998 bis 2002.
- 1999–2001: ORF-Kuratorium, Mitglied[11]
- Gründungsmitglied der Weiterbildungsakademie Österreich (wba) und Mitglied im Lenkungsgremium von 2007 bis 2012.[12]
- Pädagogische Referentin des Verbandes Österreichischer Volkshochschulen von 2007 bis 2012.[13]

## Publikationen (Auswahl)
- Elisabeth Brugger: Vom Bildungsbedarf zum Bildungswunsch: Kann die Erwachsenenbildung durch Interesse-Entwicklung nachhaltiges und eigenständiges Lernen fördern? In: Egger, Rudolf, Härtel, Peter (Hrsg.): Bildung für alle? Für ein offenes und chancengerechtes, effizientes und kooperatives System des lebenslangen Lernens in Österreich, Wiesbaden 2021. doi:10.1007/978-3-658-31054-7
- Elisabeth Brugger: Selbstverständlich lernen wir, aber wie lernen wir lernen? Einige Überlegungen zum aktuellen Lernverständnis in der Erwachsenenbildung, in: Kastner, Monika, Lenz, Werner, Schlögl, Peter (Hg): Kritisch sind wir hoffentlich alle. Erwachsenenbildung im Spannungsfeld von Subjekt, Arbeit und Gesellschaft, Wien 2019, ISBN 978-3-85409-994-9. S. 309–320.
- Elisabeth Brugger/Gerhard Bisovsky, Bildungsbenachteiligung und Bildungsförderung in der Erwachsenenbildung. In: Die Österreichische Volkshochschule. Magazin für Erwachsenenbildung, 72. Jg., 2021, H. 273, S. 15–22.(online)
- Elisabeth Brugger: Kulturbewusstsein und Künstlerische Kompetenz. In DIE Zeitschrift für Erwachsenenbildung, 17. Jahrgang III/2010.
- Elisabeth Brugger, Brigitte Neichl (Hrsg.): FrauenForschung: Wissenschaft ist (auch) „weiblich“, Wien: Verband Wiener Volksbildung 2003, ISBN 978-3-900799-50-2.
- Elisabeth Brugger (Hg.): Engagement, Hobby oder Karriere? Der berufliche Weg in die Erwachsenenbildung an den Beispielen USA, Österreich und Schweiz, Wien 1991. Schriftenreihe Nr. 16 Verband Wiener Volksbildung ISBN 3-85452-227-4.
- Elisabeth Brugger, Antje Doberer-Bey, Georg Zepke: Alphabetisierung für Österreich. Einem verdrängten Problem auf der Spur. Wien: Verband Wiener Volksbildung 1997, ISBN 3-900799-02-4.
- Peter Alheit, Agnieszka Bron-Wojciechowska, Elisabeth Brugger, Pierre Dominicé (Hrsg.): The Biographical Approach in European Adult Education, Wien: Verband Wiener Volksbildung 1995, ISBN 3-900799-10-5.
- Elisabeth Brugger, Rudolf Egger (Hrsg.): Querdenken. ErwachsenenbildnerInnen im 20. Jahrhundert. Verband Wiener Volksbildung, Wien 1994, ISBN 3-900799-05-0 (formal falsch).
- Elisabeth Brugger/Stephanie Robinson, Funktionaler Analphabetismus. Eine Herausforderung für die Erwachsenenbildung am Beispiel der Vereinigten Staaten von Amerika. In: Erwachsenenbildung in Österreich. Fachzeitschrift für Mitarbeiter in der Erwachsenenbildung, 40. Jg., 1989, H. 2, S. 15–18.
- Elisabeth Brugger, Erwachsenenbildung in Italien. In: Die Österreichische Volkshochschule. Magazin für Erwachsenenbildung, 36. Jg., 1985, H. 135, S. 37–40.

Weitere Publikationen von Elisabeth Brugger im Fachportal Pädagogik.

## Auszeichnungen (Auswahl)
- 2024: Preis der Stadt Wien für Volksbildung[15]